# Liste der kreisfreien Städte in Polen
Diese Liste enthält die kreisfreien Städte in Polen, das sind Städte, die keinem Powiat angehören. Ihre polnische Bezeichnung ist miasto na prawach powiatu, was Stadt mit dem Recht eines Kreises bedeutet. Es gibt 66 kreisfreie Städte in Polen. Die kleinste kreisfreie Stadt ist Sopot (Zoppot) mit aktuell 35.286 Einwohnern, für das eine besondere Regelung geschaffen wurde.
Neben diesen Kommunen gibt es 314 Powiate mit kreisangehörigen Städten. Auf die 16 Woiwodschaften des Landes verteilen sich die kreisfreien Städte wie folgt (Sortierung alphabetisch):
| - Ermland-Masuren: 2 - Großpolen: 4 - Heiligkreuz: 1 - Karpatenvorland: 4 - Kleinpolen: 3 - Kujawien-Pommern: 4 - Lebus: 2 - Lublin: 4 | - Masowien: 5 - Niederschlesien: 4 - Opole: 1 - Podlachien: 3 - Pommern: 4 - Schlesien: 19 - Westpommern: 3 - Łódź: 3 |

## Liste
Im Folgenden sind alle kreisfreien Städte aufgelistet. Einw. steht dabei für Einwohner (Stand: 31. Dezember 2020). Ein Klick auf die in der Spalte Lage angegebenen Koordinaten öffnet eine Webseite mit der Möglichkeit, sich die Lage der Stadt bei verschiedenen Kartendiensten anzeigen zu lassen. Die Spalte Lagekarte zeigt die Lage der jeweiligen Stadt innerhalb ihrer Woiwodschaft.
Falls die Stadt Sitz eines unabhängigen Landkreises und einer eigenständigen (dem Powiat angehörenden) Landgemeinde ist, werden diese in den Spalten Powiat und Gmina aufgeführt. – Beim Sonderfall Danzig befindet sich der Sitz des Powiat Gdański (Kreis Danzig) und der eigenständigen Landgemeinde nicht in Danzig, sondern in der Stadt Pruszcz Gdański (Praust).
W. = Woiwodschaft
| Wappen                                | Stadt                                       | W.                            | Kfz- Kz. | Einw. 31. Dezember 2020 | Fläche in km2 | Bev.- dichte (EW/km2) | Powiat        | Gmina           | Lage                   | Lagekarte                                                |
| ------------------------------------- | ------------------------------------------- | ----------------------------- | -------- | ----------------------- | ------------- | --------------------- | ------------- | --------------- | ---------------------- | -------------------------------------------------------- |
| Wappen der Stadt Biała Podlaska       | Biała Podlaska                              | Lublin                        | LB       | 56.942                  | 49,46         | 1165                  | Bialski       | Biała Podlaska  | (52° 2′ N, 23° 7′ O)   | Lage der Stadt Biała Podlaska in Lublin                  |
| Wappen der Stadt Białystok            | Białystok                                   | Podlachien (Hauptstadt)       | BI       | 296.958                 | 102,12        | 2893                  | Białostocki   | -               | (53° 8′ N, 23° 9′ O)   | Lage der Stadt Białystok (1) in Podlachien               |
| Wappen der Stadt Bielsko-Biała        | Bielsko-Biała Bielitz-Biala                 | Schlesien                     | SB       | 169.756                 | 125           | 1388                  | Bielski       | -               | (49° 49′ N, 19° 3′ O)  | Lage der Stadt Bielsko-Biała (1) in Schlesien            |
| Wappen der Stadt Bydgoszcz            | Bydgoszcz Bromberg                          | Kujawien-Pommern (Hauptstadt) | CB       | 344.091                 | 175,98        | 2038                  | Bydgoski      | -               | (53° 7′ N, 18° 0′ O)   | Lage der Stadt Bydgoszcz (1) in Kujawien-Pommern         |
| Wappen der Stadt Bytom                | Bytom Beuthen O.S.                          | Schlesien                     | SY       | 163.255                 | 69,32         | 2492                  | -             | -               | (50° 21′ N, 18° 55′ O) | Lage der Stadt Bytom (2) in Schlesien                    |
| Wappen der Stadt Chełm                | Chełm                                       | Lublin                        | LC       | 61.135                  | 35,29         | 1848                  | Chełmski      | Chełm           | (51° 8′ N, 23° 29′ O)  | Lage der Stadt Chełm in Lublin                           |
| Wappen der Stadt Chorzów              | Chorzów Königshütte                         | Schlesien                     | SH       | 106.846                 | 34            | 3251                  | -             | -               | (50° 18′ N, 18° 57′ O) | Lage der Stadt Chorzów (3) in Schlesien                  |
| Wappen der Stadt Częstochowa          | Częstochowa Tschenstochau                   | Schlesien                     | SC       | 217.530                 | 160           | 1447                  | Częstochowski | -               | (50° 48′ N, 19° 7′ O)  | Lage der Stadt Częstochowa (4) in Schlesien              |
| Wappen der Stadt Dąbrowa Górnicza     | Dąbrowa Górnicza Dombrowa                   | Schlesien                     | SD       | 118.285                 | 188           | 658                   | -             | -               | (50° 20′ N, 19° 11′ O) | Lage der Stadt Dąbrowa Górnicza (5) in Schlesien         |
| Wappen der Stadt Elbląg               | Elbląg Elbing                               | Ermland-Masuren               | NE       | 118.582                 | 83,32         | 1471                  | Elbląski      | Elbląg          | (54° 10′ N, 19° 24′ O) | Lage der Stadt Elbląg in Ermland-Masuren                 |
| Wappen der Stadt Danzig               | Gdańsk Danzig                               | Pommern (Hauptstadt)          | GD       | 470.805                 | 262,2         | 1762                  | Gdański       | Pruszcz Gdański | (54° 21′ N, 18° 39′ O) | Lage der Stadt Gdańsk in Pommern                         |
| Wappen der Stadt Gdynia               | Gdynia Gdingen                              | Pommern                       | GA       | 244.969                 | 135,5         | 1829                  | -             | -               | (54° 32′ N, 18° 32′ O) | Lage der Stadt Gdynia in Pommern                         |
| Wappen der Stadt Gliwice              | Gliwice Gleiwitz                            | Schlesien                     | SG       | 177.049                 | 134,2         | 1378                  | Gliwicki      | -               | (50° 17′ N, 18° 40′ O) | Lage der Stadt Gliwice (6) in Schlesien                  |
| Wappen der Stadt Gorzów Wielkopolski  | Gorzów Wielkopolski Landsberg an der Warthe | Lebus (Hauptstadt)            | FG       | 122.589                 | 86,0          | 1445                  | Gorzowski     | -               | (52° 44′ N, 15° 14′ O) | Lage der Stadt Gorzów Wielkopolski in Lebus und Polen    |
| Wappen der Stadt Grudziądz            | Grudziądz Graudenz                          | Kujawien-Pommern              | CG       | 93.564                  | 59,0          | 1652                  | Grudziądzki   | Grudziądz       | (53° 29′ N, 18° 46′ O) | Lage der Stadt Grudziądz (2) in Kujawien-Pommern         |
| Wappen der Stadt Jastrzębie-Zdrój     | Jastrzębie-Zdrój Bad Königsdorff-Jastrzemb  | Schlesien                     | SJZ      | 88.038                  | 85,44         | 1066                  | -             | -               | (49° 57′ N, 18° 35′ O) | Lage der Stadt Jastrzębie-Zdrój (7) in Schlesien         |
| Wappen der Stadt Jaworzno             | Jaworzno                                    | Schlesien                     | SJ       | 90.368                  | 152,2         | 615                   | -             | -               | (50° 12′ N, 19° 17′ O) | Lage der Stadt Jaworzno (8) in Schlesien                 |
| Wappen der Stadt Jelenia Góra         | Jelenia Góra Hirschberg                     | Niederschlesien               | DJ       | 78.335                  | 108,4         | 753                   | Jeleniogórski | -               | (50° 54′ N, 15° 44′ O) | Lage der Stadt Jelenia Góra in Niederschlesien und Polen |
| Wappen der Stadt Kalisz               | Kalisz Kalisch                              | Großpolen                     | PK, PA   | 99.106                  | 71,4          | 1453                  | Kaliski       | -               | (51° 46′ N, 18° 5′ O)  | Lage der Stadt Kalisz (2) in Großpolen                   |
| Wappen der Stadt Katowice             | Katowice Kattowitz                          | Schlesien (Hauptstadt)        | SK       | 290.553                 | 164,6         | 1843                  | -             | -               | (50° 16′ N, 19° 1′ O)  | Lage der Stadt Katowice (9) in Schlesien                 |
| Wappen der Stadt Kielce               | Kielce                                      | Heiligkreuz (Hauptstadt)      | TK       | 193.415                 | 109,45        | 1823                  | Kielecki      | -               | (50° 53′ N, 20° 39′ O) | Lage der Stadt Kielce in Heiligkreuz                     |
| Wappen der Stadt Konin                | Konin                                       | Großpolen                     | PN, PKO  | 72.539                  | 82            | 938                   | Koniński      | -               | (52° 13′ N, 18° 15′ O) | Lage der Stadt Konin (3) in Großpolen                    |
| Wappen der Stadt Koszalin             | Koszalin Köslin                             | Westpommern                   | ZK       | 106.235                 | 83,2          | 1312                  | Koszaliński   | -               | (54° 11′ N, 16° 11′ O) | Lage der Stadt Koszalin in Westpommern                   |
| Wappen der Stadt Krakau               | Kraków Krakau                               | Kleinpolen (Hauptstadt)       | KR, KK   | 779.966                 | 326,85        | 2325                  | Krakowski     | -               | (50° 4′ N, 19° 56′ O)  | Lage der Stadt Krakau in Kleinpolen                      |
| Wappen der Stadt Krosno               | Krosno Krossen/Wislok                       | Karpatenvorland               | RK       | 45.944                  | 43,48         | 1084                  | Krośnieński   | -               | (49° 41′ N, 21° 45′ O) | Lage der Stadt Krosno in Karpatenvorland                 |
| Wappen der Stadt Legnica              | Legnica Liegnitz                            | Niederschlesien               | DL       | 98.436                  | 56,3          | 1808                  | Legnicki      | -               | (51° 12′ N, 16° 10′ O) | Lage der Stadt Legnica in Niederschlesien und Polen      |
| Wappen der Stadt Leszno               | Leszno Lissa                                | Großpolen                     | PL       | 62.854                  | 31,9          | 2025                  | Leszczyński   | -               | (51° 52′ N, 16° 34′ O) | Lage der Stadt Leszno (1) in Großpolen                   |
| Wappen der Stadt Łódź                 | Łódź Lodz                                   | Łódź (Hauptstadt)             | EL, ED   | 672.185                 | 293,0         | 2418                  | Łódzki Ost    | -               | (51° 45′ N, 19° 28′ O) | Lage der Stadt Łódź (1) in Łódź                          |
| Wappen der Stadt Łomża                | Łomża                                       | Podlachien                    | BL       | 62.573                  | 35,2          | 1782                  | Łomżyński     | Łomża           | (53° 10′ N, 22° 5′ O)  | Lage der Stadt Łomża (2) in Podlachien                   |
| Wappen der Stadt Lublin               | Lublin                                      | Lublin (Hauptstadt)           | LU       | 338.586                 | 147,5         | 2326                  | Lubelski      | -               | (51° 14′ N, 22° 34′ O) | Lage der Stadt Lublin in Lublin                          |
| Wappen der Stadt Mysłowice            | Mysłowice Myslowitz                         | Schlesien                     | SM       | 74.559                  | 65,57         | 1144                  | -             | -               | (50° 15′ N, 19° 8′ O)  | Lage der Stadt Mysłowice (10) in Schlesien               |
| Wappen der Stadt Nowy Sącz            | Nowy Sącz Neu Sandez                        | Kleinpolen                    | KN       | 83.558                  | 57            | 1471                  | Nowosądecki   | -               | (49° 37′ N, 20° 42′ O) | Lage der Stadt Nowy Sącz in Kleinpolen                   |
| Wappen der Stadt Olsztyn              | Olsztyn Allenstein                          | Ermland-Masuren (Hauptstadt)  | NO       | 171.249                 | 87,9          | 1988                  | Olsztyński    | -               | (53° 47′ N, 20° 29′ O) | Lage der Stadt Olsztyn in Ermland-Masuren                |
| Wappen der Stadt Opole                | Opole Oppeln                                | Opole (Hauptstadt)            | OP       | 127.839                 | 96,21         | 1248                  | Opolski       | -               | (50° 40′ N, 17° 56′ O) | Lage der Stadt Opole in Opole (Blau, rot umrandet!)      |
| Wappen der Stadt Ostrołęka            | Ostrołęka                                   | Masowien                      | WO       | 51.656                  | 29            | 1820                  | Ostrołęcki    | -               | (53° 5′ N, 21° 35′ O)  | Lage der Stadt Ostrołęka in Masowien                     |
| Wappen der Stadt Piekary Śląskie      | Piekary Śląskie Deutsch Piekar              | Schlesien                     | SPI      | 54.702                  | 39,7          | 1435                  | -             | -               | (50° 23′ N, 18° 57′ O) | Lage der Stadt Piekary Śląskie (11) in Schlesien         |
| Wappen der Stadt Piotrków Trybunalski | Piotrków Trybunalski Petrikau               | Łódź                          | EP       | 72.250                  | 67,26         | 1126                  | Piotrkowski   | -               | (51° 24′ N, 19° 41′ O) | Lage der Stadt Piotrków Trybunalski (2) in Łódź          |
| Wappen der Stadt Płock                | Płock Plotzk o. Plozk                       | Masowien                      | WP       | 118.268                 | 88,1          | 1391                  | Płocki        | -               | (52° 33′ N, 19° 42′ O) | Lage der Stadt Płock in Masowien                         |
| Wappen der Stadt Posen                | Poznań Posen                                | Großpolen (Hauptstadt)        | PO, PY   | 532.048                 | 261,85        | 2088                  | Poznański     | -               | (52° 24′ N, 16° 55′ O) | Lage der Stadt Posen in Großpolen                        |
| Wappen der Stadt Przemyśl             | Przemyśl                                    | Karpatenvorland               | RP       | 59.779                  | 44,1          | 1439                  | Przemyski     | Przemyśl        | (49° 47′ N, 22° 46′ O) | Lage der Stadt Przemyśl in Karpatenvorland               |
| Wappen der Stadt Radom                | Radom                                       | Masowien                      | WR       | 209.296                 | 111,7         | 1950                  | Radomski      | -               | (51° 24′ N, 21° 10′ O) | Lage der Stadt Radom in Masowien                         |
| Wappen der Stadt Ruda Śląska          | Ruda Śląska Ruda O.S.                       | Schlesien                     | SRS, SL  | 136.423                 | 77,7          | 1816                  | -             | -               | (50° 17′ N, 18° 52′ O) | Lage der Stadt Ruda Śląska (12) in Schlesien             |
| Wappen der Stadt Rybnik               | Rybnik                                      | Schlesien                     | SR       | 137.128                 | 148,0         | 947                   | Rybnicki      | -               | (50° 6′ N, 18° 33′ O)  | Lage der Stadt Rybnik (13) in Schlesien                  |
| Wappen der Stadt Rzeszów              | Rzeszów                                     | Karpatenvorland (Hauptstadt)  | RZ       | 196.638                 | 115,8         | 1586                  | Rzeszowski    | -               | (50° 3′ N, 22° 0′ O)   | Lage der Stadt Rzeszów in Karpatenvorland                |
| Wappen der Stadt Siedlce              | Siedlce                                     | Masowien                      | WS       | 77.813                  | 32            | 2393                  | Siedlecki     | Siedlce         | (52° 11′ N, 22° 17′ O) | Lage der Stadt Siedlce in Masowien                       |
| Wappen der Stadt Siemianowice Śląskie | Siemianowice Śląskie Siemianowitz           | Schlesien                     | SI       | 66.270                  | 25,5          | 2692                  | -             | -               | (50° 19′ N, 19° 2′ O)  | Lage der Stadt Siemianowice Śląskie (14) in Schlesien    |
| Wappen der Stadt Skierniewice         | Skierniewice                                | Łódź                          | ES       | 47.655                  | 34,88         | 1396                  | Skierniewicki | Skierniewice    | (51° 58′ N, 20° 8′ O)  | Lage der Stadt Skierniewice (3) in Łódź                  |
| Wappen der Stadt Słupsk               | Słupsk Stolp                                | Pommern                       | GS       | 89.780                  | 43,15         | 2172                  | Słupski       | Redzikowo       | (54° 28′ N, 17° 2′ O)  | Lage der Stadt Słupsk in Pommern                         |
| Wappen der Stadt Sopot                | Sopot Zoppot                                | Pommern                       | GSP      | 35.286                  | 17,31         | 2177                  | -             | -               | (54° 26′ N, 18° 33′ O) | Lage der Stadt Sopot in Pommern                          |
| Wappen der Stadt Sosnowiec            | Sosnowiec Sosnowitz                         | Schlesien                     | SO       | 197.586                 | 91,2          | 2305                  | -             | -               | (50° 17′ N, 19° 8′ O)  | Lage der Stadt Sosnowiec (15) in Schlesien               |
| Wappen der Stadt Suwałki              | Suwałki                                     | Podlachien                    | BS       | 69.639                  | 65,24         | 1061                  | Suwalski      | Suwałki         | (54° 5′ N, 22° 56′ O)  | Lage der Stadt Suwałki (3) in Podlachien                 |
| Wappen der Stadt Świętochłowice       | Świętochłowice Schwientochlowitz            | Schlesien                     | SW       | 49.108                  | 13,31         | 3886                  | -             | -               | (50° 19′ N, 18° 55′ O) | Lage der Stadt Świętochłowice (16) in Schlesien          |
| Wappen der Stadt Świnoujście          | Świnoujście Swinemünde                      | Westpommern                   | ZSW      | 40.948                  | 197,23        | 210                   | -             | -               | (53° 55′ N, 14° 15′ O) | Lage der Stadt Świnoujście in Westpommern                |
| Wappen der Stadt Stettin              | Szczecin Stettin                            | Westpommern (Hauptstadt)      | ZS, ZZ   | 398.255                 | 301,3         | 1354                  | -             | -               | (53° 25′ N, 14° 33′ O) | Lage der Stadt Stettin in Westpommern                    |
| Wappen der Stadt Tarnobrzeg           | Tarnobrzeg                                  | Karpatenvorland               | RT       | 46.360                  | 85,6          | 561                   | Tarnobrzeski  | -               | (50° 35′ N, 21° 41′ O) | Lage der Stadt Tarnobrzeg in Karpatenvorland             |
| Wappen der Stadt Tarnów               | Tarnów Tarnow                               | Kleinpolen                    | KT       | 107.498                 | 72,4          | 1545                  | Tarnowski     | Tarnów          | (50° 1′ N, 20° 59′ O)  | Lage der Stadt Tarnów in Kleinpolen                      |
| Wappen der Stadt Toruń                | Toruń Thorn                                 | Kujawien-Pommern              | CT       | 198.613                 | 115,75        | 1755                  | Toruński      | -               | (53° 1′ N, 18° 36′ O)  | Lage der Stadt Toruń (3) in Kujawien-Pommern             |
| Wappen der Stadt Tychy                | Tychy Tichau                                | Schlesien                     | ST       | 126.871                 | 81,72         | 1575                  | -             | -               | (50° 8′ N, 18° 59′ O)  | Lage der Stadt Tychy (17) in Schlesien                   |
| Wappen der Stadt Wałbrzych            | Wałbrzych Waldenburg                        | Niederschlesien               | DB, DBA  | 109.971                 | 84,8          | 1383                  | Wałbrzyski    | -               | (50° 46′ N, 16° 17′ O) | Lage der Stadt Wałbrzych in Niederschlesien und Polen    |
| Wappen der Stadt Warschau             | Warszawa Warschau Landeshauptstadt          | Masowien (Hauptstadt)         | WA..WY   | 1.794.166               | 517,24        | 3343                  | Warschau West | -               | (52° 13′ N, 21° 2′ O)  | Lage der Stadt Warschau in Masowien                      |
| Wappen der Stadt Włocławek            | Włocławek Leslau                            | Kujawien-Pommern              | CW       | 108.561                 | 84,8          | 1349                  | Włocławski    | Włocławek       | (52° 39′ N, 19° 5′ O)  | Lage der Stadt Włocławek (4) in Kujawien-Pommern         |
| Wappen der Stadt Breslau              | Wrocław Breslau                             | Niederschlesien (Hauptstadt)  | DW, DX   | 641.928                 | 293,0         | 2161                  | Wrocławski    | -               | (51° 7′ N, 17° 2′ O)   | Lage der Stadt Breslau in Niederschlesien und Polen      |
| Wappen der Stadt Zabrze               | Zabrze Hindenburg O.S.                      | Schlesien                     | SZ       | 170.924                 | 80,47         | 2210                  | -             | -               | (50° 18′ N, 18° 47′ O) | Lage der Stadt Zabrze (18) in Schlesien                  |
| Wappen der Stadt Zamość               | Zamość                                      | Lublin                        | LZ       | 62.785                  | 30,48         | 2137                  | Zamojski      | Zamość          | (50° 43′ N, 23° 16′ O) | Lage der Stadt Zamość in Lublin                          |
| Wappen der Stadt Zielona Góra         | Zielona Góra Grünberg in Schlesien          | Lebus                         | FZ       | 140.892                 | 278,32        | 427                   | Zielonogórski | eingemeindet    | (51° 56′ N, 15° 30′ O) | Lage der Stadt Zielona Góra in Lebus und Polen           |
| Wappen der Stadt Żory                 | Żory Sohrau                                 | Schlesien                     | SZO      | 62.844                  | 65,0          | 954                   | -             | -               | (50° 3′ N, 18° 42′ O)  | Lage der Stadt Żory (19) in Schlesien                    |